# Дуа-ле-Фонтен
Дуа-ле-Фонтен (фр. Doix lès Fontaines) — муніципалітет у Франції, у регіоні Пеї-де-ла-Луар, департамент Вандея. Дуа-ле-Фонтен утворено 1 січня 2016 року шляхом злиття муніципалітетів Дуа i Фонтен. Адміністративним центром муніципалітету є Дуа. Населення — 1748 осіб (01.01.2021).